# María Federica de Hesse-Kassel (1768-1839)
María Federica de Hesse-Kassel (en alemán, Marie Friederike von Hessen-Kassel; Hanau, 14 de septiembre de 1768 - ibidem, 17 de abril de 1839) fue una noble alemana, y por matrimonio princesa y más tarde duquesa de Anhalt-Bernburg.
Era hija del elector Guillermo I de Hesse-Kassel y de su esposa, la princesa Guillermina Carolina de Dinamarca.

## Biografía
El 29 de noviembre de 1794 contrajo matrimonio con el duque Alexis Federico Cristián de Anhalt-Bernburg. Tuvieron cuatro hijos, de los cuales solo dos alcanzaron la adultez: 
1. Catalina Guillermina (Kassel, 1 de enero - id. 24 de febrero de 1796).
2. Guillermina Luisa (Ballenstedt, 30 de octubre de 1799 - Palacio de Eller, 9 de diciembre de 1882), desposó el 21 de noviembre de 1817 al príncipe Federico Guillermo Luis de Prusia, nieto del rey Federico Guillermo II de Prusia y hermanastro materno del rey Jorge V de Hannover. Ella fue la madre del príncipe Jorge de Prusia.
3. Federico Amadeo (Ballenstedt, 19 de abril - ib. 24 de mayo de 1801), príncipe heredero de Anhalt-Bernburg.
4. Alejandro Carlos (Ballenstedt, 2 de marzo de 1805 - Hoym, 19 de agosto de 1863), último duque de Anhalt-Bernburg.

Poco después de su matrimonio, María Federica dio síntomas de enfermedad mental (una enfermedad que finalmente heredarían sus dos hijos supervivientes), que dio lugar a inconsistencias en la corte de Bernburg. Finalmente, su marido obtuvo el divorcio el 6 de agosto de 1817.
La anterior duquesa retornó a su tierra natal, donde vivió el resto de sus días. De 1819 a 1824, María Hassenpflug fue su dama de compañía de la duquesa y su esposo el chambelán.